# Karachi kärnkraftverk
Karachi kärnkraftverk (engelska: Karachi Nuclear Power Plant), känt under förkortningen KANUPP-I, är ett kommersiellt kärnkraftverk beläget omkring 24 km väster om miljonstaden Karachi, Sindh, Pakistan. Kraftverket består av en kanadensisk reaktor av CANDU typ på 137 MW. Och två kinesiska ACP-1000 reaktorer. KANUPP-I är Pakistans första kärnkraftverk och även det första färdigställda kärnkraftverket i den muslimska världen. 

## KANUPP-I
Bygget startade 1966 och färdigställdes 1971 och invigdes 28 november 1972. Reaktorn är av CANDU typ.

## KANUPP-II och III
Två ACP-1000 kärnreaktorer är under uppförande. Reaktorerna har en planerad effekt på 1 100 MW, en förväntad livslängd på 60 år, de byggs av China National Nuclear Corp och kommer kosta cirka 5 miljarder dollar/st.
Bygget är mycket kontroversiellt, dels då det politiska läget i Pakistan är instabilt, inte långt från platsen lyckades al-Qaida under hösten 2014 nästan kapa ett pakistanskt marinfartyg, dels närheten till Karachi och dess 20 miljoner invånare. Enligt Nuclear Regulatory Commission bör en ny kärnreaktor placeras så långt som möjligt från tätbefolkade områden, helst skall det bo färre än 500 personer per kvadratkilometer inom 35 km radie. Inom denna radie från de två nya kärnreaktorerna i Karachi är befolkningsdensiteten under år 2015 cirka 6 450 personer per kvadratkilometer.
Under sommaren 2014 inkom en stämningsansökan mot Pakistan Atomic Energy Commission och Pakistan Nuclear Regulatory Authority i vilken det hävdades att bygget av de två nya kärnkraftsaggregaten påbörjats utan en ordentlig miljökonsekvensbeskrivning. Detta resulterade i att en domstol under december samma år stoppade konstruktionen, men tillät fortsatta grävningsarbeten fram till nästa miljöbedömning blir klar.
Även utanför Pakistan är bygget kontroversiellt. Kina gick med i Nuclear Suppliers Group år 2004 och gruppens medlemmar har kommit överens om att inte leverera någon teknik som skulle kunna användas för att utveckla kärnvapen till länder som inte har skrivit på icke-spridningsavtalet. Pakistan har vägrat att skriva under avtalet, men Kina hävdar att man redan hade lovat sälja kärnreaktorerna till Pakistan innan man gick med i Nuclear Suppliers Group och att man därför kan fortsätta utveckla reaktorerna.

## KANUPP-IV
Ytterligare en reaktor planeras.